# Copa Libertadores Femenina 2023
La Copa Libertadores Femenina 2023 (en portugués: Copa Libertadores da América de Futebol Feminino de 2023), denominada oficialmente Copa Conmebol Libertadores Femenina 2023, fue la decimoquinta edición del mayor campeonato de clubes de fútbol femenino en Sudamérica organizado por la Conmebol.
El campeón de esta edición fue Corinthians de Brasil al vencer al Palmeiras del mismo país por 1-0, logrando su cuarto título en este torneo.

## Organización

### Cupos por país
Los siguientes 16 equipos de las 10 federaciones afiliadas a la Conmebol calificarán para el torneo:
- Los campeones de las 10 asociaciones que conforman la Conmebol,
- El campeón de la edición anterior,
- Un equipo adicional del país anfitrión;
- Un representante adicional de las cuatro primeras federaciones en el ranking histórico, hasta la edición 2022: Brasil, Chile, Colombia y Paraguay.[1]

### Sedes
La copa se desarrolló en Colombia, siendo Bogotá y Cali seleccionadas como sedes de manera oficial.
| Colombia                 |                                |
| Cali                     | Bogotá                         |
| Estadio Pascual Guerrero | Estadio Metropolitano de Techo |
| Capacidad: 38 568        | Capacidad: 10 000              |
|                          |                                |

## Equipos participantes
En cursiva los equipos debutantes en el torneo.
| País                                   | Equipo                                     | Vía de clasificación |
| -------------------------------------- | ------------------------------------------ | --- |
| Argentina 1 cupo                       | Boca Juniors                               | Campeón del Campeonato Femenino 2022 |
| Bolivia 1 cupo                         | Always Ready                               | Campeón del Campeonato Boliviano 2023 |
| Brasil 2 cupos + campeón vigente       | Palmeiras Corinthians Internacional        | Campeón de la Copa Libertadores Femenina 2022 Campeón del Campeonato Brasileño 2022 Subcampeón del Campeonato Brasileño 2022                                                  |
| Chile 2 cupos                          | Colo-Colo Universidad de Chile             | Campeón del Campeonato Nacional de Chile 2022 Ganador Clasificatorio Chile 2                                                                                                  |
| Colombia 2 cupos + cupo país anfitrión | Santa Fe América de Cali Atlético Nacional | Campeón de la Liga Profesional de Colombia 2023 Subcampeón de la Liga Profesional de Colombia 2023 Mejor puesto en la reclasificación de la Liga Profesional de Colombia 2023 |
| Ecuador 1 cupo                         | Barcelona                                  | Campeón de la Súperliga Femenina de Ecuador 2023 |
| Paraguay 2 cupos                       | Olimpia Libertad-Limpeño                   | Campeón del Apertura del Campeonato Femenino 2023 Subcampeón del Apertura del Campeonato Femenino 2023                                                                        |
| Perú 1 cupo                            | Universitario                              | Campeón de la Liga Femenina FPF 2023 |
| Uruguay 1 cupo                         | Nacional                                   | Campeón del Campeonato Uruguayo 2022 |
| Venezuela 1 cupo                       | Caracas                                    | Campeón de la Primera División Femenina de Venezuela 2023 |

## Sorteo
El sorteo se llevó a cabo el 15 de septiembre y fue transmitido por las redes sociales de Conmebol. Los equipos se dividen en cuatro bombos con cuatro equipos cada uno, y los equipos de un mismo país no pueden caer en el mismo grupo. El actual campeón de la competición y el equipo representativo 1 del país anfitrión se colocaron automáticamente en el primer bombo, en las posiciones A1 y B1, respectivamente. Los campeones brasileños y argentinos completan el bombo. Los otros equipos se ubican de acuerdo con la posición de su federación en el torneo anterior, y los lugares adicionales de Brasil, Chile, Colombia y Paraguay se asignan al bombo 4.Nómina de árbitras convocadas. 
| Bombo 1                                             | Bombo 2                                             | Bombo 3                                                          | Bombo 4                                                          |
| --------------------------------------------------- | --------------------------------------------------- | ---------------------------------------------------------------- | ---------------------------------------------------------------- |
| - Palmeiras - Santa Fe - Boca Juniors - Corinthians | - América de Cali - Colo-Colo - Barcelona - Olimpia | - Universitario - Universidad de Chile - Nacional - Always Ready | - Internacional - Caracas - Atlético Nacional - Libertad-Limpeño |

## Fase de grupos
- Los horarios corresponden al huso horario de Colombia: (UTC-5).

### Grupo A
| Equipo            | Pts. | PJ | PG | PE | PP | GF | GC | Dif. |
| ----------------- | ---- | -- | -- | -- | -- | -- | -- | ---- |
| Palmeiras         | 9    | 3  | 3  | 0  | 0  | 15 | 3  | 12   |
| Atlético Nacional | 6    | 3  | 2  | 0  | 1  | 9  | 6  | 3    |
| Barcelona         | 3    | 3  | 1  | 0  | 2  | 5  | 10 | −5   |
| Caracas           | 0    | 3  | 0  | 0  | 3  | 2  | 12 | −10  |

| 5 de octubre de 2023 | Palmeiras                                                                                          | 5:0 (1:0) | Barcelona | Estadio Pascual Guerrero, Cali |                         |
| 15:00                | Poliana 32' · Bia Zaneratto 51' (pen.) · Amanda Gutierres 64' · Katrine 74' · Letícia Moreno 90+3' | Reporte   |           | Árbitra: Zulma Quiñonez        | Árbitra: Zulma Quiñonez |

| 5 de octubre de 2023 | Caracas | 0:3 (0:2) | Atlético Nacional                       | Estadio Pascual Guerrero, Cali |                         |
| 17:30                |         | Reporte   | González 38' · Montoya 42' · Rincón 79' | Árbitra: Adriana Farfán        | Árbitra: Adriana Farfán |

| 8 de octubre de 2023 | Palmeiras                                                       | 6:0 (6:0) | Caracas | Estadio Pascual Guerrero, Cali |                           |
| 15:00                | Katrine 10', 31' · Laís Estevam 14', 26', 27' · Duda Santos 17' | Reporte   |         | Árbitra: Milagros Arruela      | Árbitra: Milagros Arruela |

| 8 de octubre de 2023 | Barcelona               | 2:3 (1:0) | Atlético Nacional                | Estadio Pascual Guerrero, Cali |                               |
| 17:30                | Gracia 33' · Cuadra 69' | Reporte   | Valencia 51', 73' · González 76' | Árbitra: María Belén Carvajal  | Árbitra: María Belén Carvajal |

| 11 de octubre de 2023 | Atlético Nacional                         | 3:4 (1:1) | Palmeiras                                              | Estadio Metropolitano de Techo, Bogotá |                          |
| 15:00                 | Córdoba 2' · Restrepo 60' · Espinales 65' | Reporte   | Bia Zaneratto 26', 56' · Benítez 80' · Flávia Mota 86' | Árbitra: Laura Fortunato               | Árbitra: Laura Fortunato |

| 11 de octubre de 2023 | Barcelona                   | 3:2 (1:0) | Caracas             | Estadio Pascual Guerrero, Cali |                         |
| 15:00                 | Riera 3', 88' (pen.), 90+2' | Reporte   | Colmenárez 47', 73' | Árbitra: Zulma Quiñonez        | Árbitra: Zulma Quiñonez |

### Grupo B
| Equipo               | Pts. | PJ | PG | PE | PP | GF | GC | Dif. |
| -------------------- | ---- | -- | -- | -- | -- | -- | -- | ---- |
| Universidad de Chile | 7    | 3  | 2  | 1  | 0  | 4  | 2  | 2    |
| Olimpia              | 6    | 3  | 2  | 0  | 1  | 6  | 4  | 2    |
| Santa Fe             | 4    | 3  | 1  | 1  | 1  | 6  | 3  | 3    |
| Universitario        | 0    | 3  | 0  | 0  | 3  | 1  | 8  | −7   |

| 5 de octubre de 2023 | Universitario | 0:1 (0:0) | Universidad de Chile | Estadio Metropolitano de Techo, Bogotá |                         |
| 15:00                |               | Reporte   | Martínez Vecca 59'   | Árbitra: Susana Corella                | Árbitra: Susana Corella |

| 5 de octubre de 2023 | Santa Fe  | 1:2 (1:1) | Olimpia                       | Estadio Metropolitano de Techo, Bogotá |                      |
| 17:30                | Celis 31' | Reporte   | Garay López 41' · Peralta 75' | Árbitra: Edina Alves                   | Árbitra: Edina Alves |

| 8 de octubre de 2023 | Olimpia   | 1:2 (1:1) | Universidad de Chile       | Estadio Metropolitano de Techo, Bogotá |                          |
| 15:00                | Genes 34' | Reporte   | Sánchez 18' · Caniguán 60' | Árbitra: Laura Fortunato               | Árbitra: Laura Fortunato |

| 8 de octubre de 2023 | Santa Fe                                  | 4:0 (1:0) | Universitario | Estadio Metropolitano de Techo, Bogotá |                          |
| 17:30                | Célis 36', 49', 58' (pen.) · Garavito 90' | Reporte   |               | Árbitra: Anahí Fernández               | Árbitra: Anahí Fernández |

| 11 de octubre de 2023 | Universidad de Chile | 1:1 (0:1) | Santa Fe           | Estadio Metropolitano de Techo, Bogotá |                      |
| 17:30                 | Fernández 89'        | Reporte   | Pinilla 35' (a.g.) | Árbitra: Edina Alves                   | Árbitra: Edina Alves |

| 11 de octubre de 2023 | Olimpia                                       | 3:1 (1:1) | Universitario | Estadio Pascual Guerrero, Cali |                          |
| 17:30                 | González 4' · Balcázar 55' (a.g.) · Garay 76' | Reporte   | Novoa 31'     | Árbitra: Emikar Calderas       | Árbitra: Emikar Calderas |

### Grupo C
| Equipo           | Pts. | PJ | PG | PE | PP | GF | GC | Dif. |
| ---------------- | ---- | -- | -- | -- | -- | -- | -- | ---- |
| Corinthians      | 9    | 3  | 3  | 0  | 0  | 12 | 0  | 12   |
| Colo-Colo        | 6    | 3  | 2  | 0  | 1  | 9  | 3  | 6    |
| Libertad-Limpeño | 3    | 3  | 1  | 0  | 2  | 3  | 10 | −7   |
| Always Ready     | 0    | 3  | 0  | 0  | 3  | 3  | 14 | −11  |

| 6 de octubre de 2023 | Always Ready | 1:3 (1:2) | Libertad-Limpeño                           | Estadio Metropolitano de Techo, Bogotá |                      |
| 15:00                | Rojas 45+4'  | Reporte   | Zambrano 14' · Martínez 23' · Portillo 83' | Árbitra: Jenny Arias                   | Árbitra: Jenny Arias |

| 6 de octubre de 2023 | Corinthians        | 1:0 (0:0) | Colo-Colo | Estadio Metropolitano de Techo, Bogotá |                          |
| 17:30                | Millene 74' (pen.) | Reporte   |           | Árbitra: Anahí Fernández               | Árbitra: Anahí Fernández |

| 9 de octubre de 2023 | Colo-Colo                               | 4:0 (2:0) | Libertad-Limpeño | Estadio Metropolitano de Techo, Bogotá |                      |
| 15:00                | Jiménez 31' · Grez 41', 57' · Olave 52' | Reporte   |                  | Árbitra: Edina Alves                   | Árbitra: Edina Alves |

| 9 de octubre de 2023 | Corinthians                                                                         | 6:0 (3:0) | Always Ready | Estadio Metropolitano de Techo, Bogotá |                         |
| 17:30                | Fernandinha 18' · Millene 25', 27', 85' · Jaqueline 69' (pen.) · Tamires 87' (pen.) | Reporte   |              | Árbitra: Susana Corella                | Árbitra: Susana Corella |

| 12 de octubre de 2023 | Libertad-Limpeño | 0:5 (0:5) | Corinthians                                                                                  | Estadio Pascual Guerrero, Cali |                           |
| 15:00                 |                  | Reporte   | Victória 52' · Gabi Zanotti 55' · Andressa Pereira 60' · Jhe 86' (pen.) · Paulinha Pires 90' | Árbitra: Milagros Arruela      | Árbitra: Milagros Arruela |

| 12 de octubre de 2023 | Colo-Colo                                             | 5:2 (3:2) | Always Ready            | Estadio Metropolitano de Techo, Bogotá |                      |
| 15:00                 | Jiménez 22', 76' · Olave 28' · Urrutia 37' · Viso 80' | Reporte   | Portales 2' · Rojas 40' | Árbitra: Jenny Arias                   | Árbitra: Jenny Arias |

### Grupo D
| Equipo          | Pts. | PJ | PG | PE | PP | GF | GC | Dif. |
| --------------- | ---- | -- | -- | -- | -- | -- | -- | ---- |
| Internacional   | 9    | 3  | 3  | 0  | 0  | 12 | 2  | 10   |
| América de Cali | 4    | 3  | 1  | 1  | 1  | 7  | 5  | 2    |
| Boca Juniors    | 4    | 3  | 1  | 1  | 1  | 6  | 7  | −1   |
| Nacional        | 0    | 3  | 0  | 0  | 3  | 1  | 12 | −11  |

| 6 de octubre de 2023 | Nacional | 0:3 (0:1) | Internacional                                           | Estadio Pascual Guerrero, Cali |                          |
| 15:00                |          | Reporte   | Priscila 45+2' (pen.) · Letícia Monteiro 53' · Soll 83' | Árbitra: Emikar Calderas       | Árbitra: Emikar Calderas |

| 6 de octubre de 2023 | Boca Juniors | 1:1 (1:0) | América de Cali | Estadio Pascual Guerrero, Cali |                               |
| 17:30                | Priori 45+3' | Reporte   | Bahr 55'        | Árbitra: María Belén Carvajal  | Árbitra: María Belén Carvajal |

| 9 de octubre de 2023 | Boca Juniors                                                         | 5:1 (1:0) | Nacional          | Estadio Pascual Guerrero, Cali |                         |
| 15:00                | Gómez Ares 12', 71' · Núñez 54' (pen.) · Polich 86' · Troncoso 90+4' | Reporte   | Fontán 89' (pen.) | Árbitra: Zulma Quiñonez        | Árbitra: Zulma Quiñonez |

| 9 de octubre de 2023 | América de Cali      | 2:4 (0:1) | Internacional                                                 | Estadio Pascual Guerrero, Cali |                         |
| 17:30                | Usme 49' · Natis 75' | Reporte   | Aquino 17' · Letícia Monteiro 51' · Eskerdinha 76' · Soll 82' | Árbitra: Adriana Farfán        | Árbitra: Adriana Farfán |

| 12 de octubre de 2023 | Internacional                                                                     | 5:0 (4:0) | Boca Juniors | Estadio Metropolitano de Techo, Bogotá |                         |
| 17:30                 | Roberta Schroeder 5' · Priscila 21', 41' (pen.) · Letícia Monteiro 25' · Soll 87' |           |              | Árbitra: Susana Corella                | Árbitra: Susana Corella |

| 12 de octubre de 2023 | América de Cali                                   | 4:0 (3:0) | Nacional | Estadio Pascual Guerrero, Cali |                               |
| 17:30                 | Usme 28', 45+5' (pen.) · Muñoz 45' · Zamorano 62' |           |          | Árbitra: María Belén Carvajal  | Árbitra: María Belén Carvajal |

## Fase final

### Cuadro de desarrollo
|  | Cuartos de final     | Cuartos de final |                   |             | Semifinales | Semifinales |                   |              | Final         | Final |  |
|  |                      |                  |                   |             |             |             |                   |              |               |       |  |
|  |                      |                  |                   |             |             |             |                   |              |               |       |  |
|  | Palmeiras            | 6                |                   |             |             |             |                   |              |               |       |  |
|  | Palmeiras            | 6                |                   |             |             |             |                   |              |               |       |  |
|  | Olimpia              | 0                |                   |             |             |             |                   |              |               |       |  |
|  | Olimpia              | 0                |                   | Palmeiras   | 3           |             |                   |              |               |       |  |
|  |                      |                  |                   | Palmeiras   | 3           |             |                   |              |               |       |  |
|  |                      |                  | Atlético Nacional | 1           |             |             |                   |              |               |       |  |
|  | Universidad de Chile | 1                | Atlético Nacional | 1           |             |             |                   |              |               |       |  |
|  | Universidad de Chile | 1                |                   |             |             |             |                   |              |               |       |  |
|  | Atlético Nacional    | 2                |                   |             |             |             |                   |              |               |       |  |
|  | Atlético Nacional    | 2                |                   |             |             |             |                   | Palmeiras    | 0             |       |  |
|  |                      |                  |                   |             |             |             |                   | Palmeiras    | 0             |       |  |
|  |                      |                  | Corinthians       | 1           |             |             |                   |              |               |       |  |
|  | Corinthians          | 4                | Corinthians       | 1           |             |             |                   |              |               |       |  |
|  | Corinthians          | 4                |                   |             |             |             |                   |              |               |       |  |
|  | América de Cali      | 0                |                   |             |             |             |                   |              |               |       |  |
|  | América de Cali      | 0                |                   | Corinthians | 1 (4)       |             |                   | Tercer lugar | Tercer lugar  |       |  |
|  |                      |                  |                   | Corinthians | 1 (4)       |             |                   | Tercer lugar | Tercer lugar  |       |  |
|  |                      |                  | Internacional     | 1 (3)       |             |             |                   |              |               |       |  |
|  | Internacional        | 4                | Internacional     | 1 (3)       |             |             | Atlético Nacional | 3            |               |       |  |
|  | Internacional        | 4                |                   |             |             |             | Atlético Nacional | 3            |               |       |  |
|  | Colo-Colo            | 2                |                   |             |             |             |                   |              | Internacional | 2     |  |
|  | Colo-Colo            | 2                |                   |             |             |             |                   |              | Internacional | 2     |  |
|  |                      |                  |                   |             |             |             |                   |              |               |       |  |

### Cuartos de final
| 14 de octubre de 2023 | Palmeiras                                                                                         | 6:0 (3:0) | Olimpia | Estadio Metropolitano de Techo, Bogotá |                          |
| 18:30                 | Bia Zaneratto 10', 28' (pen.) · Amanda Gutierres 19', 51' · Laís Estevam 48' · Sâmia Pryscila 77' | Reporte   |         | Árbitra: Anahí Fernández               | Árbitra: Anahí Fernández |

| 14 de octubre de 2023 | Universidad de Chile | 1:2 (1:2) | Atlético Nacional        | Estadio Metropolitano de Techo, Bogotá |                         |
| 15:30                 | Sánchez 45'          | Reporte   | Rincón 2' · González 10' | Árbitra: Susana Corella                | Árbitra: Susana Corella |

| 15 de octubre de 2023 | Corinthians                                                                 | 4:0 (1:0) | América de Cali | Estadio Pascual Guerrero, Cali |                         |
| 15:30                 | Zamorano 10' (a.g.) · Millene 75' (pen.) · Victória 79' · Fernandinha 90+1' | Reporte   |                 | Árbitra: Zulma Quiñonez        | Árbitra: Zulma Quiñonez |

| 15 de octubre de 2023 | Internacional                         | 4:2 (2:1) | Colo-Colo                | Estadio Pascual Guerrero, Cali |                           |
| 18:30                 | Priscila 17', 20', 73' · Isa Haas 56' | Reporte   | Bogarín 29' · Viso 90+2' | Árbitra: Milagros Arruela      | Árbitra: Milagros Arruela |

### Semifinales
| 17 de octubre de 2023 | Palmeiras                                            | 3:1 (2:0) | Atlético Nacional | Estadio Metropolitano de Techo, Bogotá |                          |
| 19:30                 | Bia Zaneratto 35' (pen.) · Amanda Gutierres 40', 68' | Reporte   | Montoya 77'       | Árbitra: Emikar Calderas               | Árbitra: Emikar Calderas |

| 18 de octubre de 2023 | Corinthians                                     | 1:1 (0:1) (4:3 p.)         | Internacional                                                  | Estadio Pascual Guerrero, Cali |                          |
| 19:30                 | Victória 79'                                    | Reporte                    | Priscila 31'                                                   | Árbitra: Laura Fortunato       | Árbitra: Laura Fortunato |
|                       |                                                 | Tiros desde el punto penal |                                                                |                                |                          |
|                       | Victória · Tarciane · Luana · Mariza · Fernanda |                            | Djenifer · Bruna Benites · Roberta Schroeder · Zóio · Isa Haas |                                |                          |

### Tercer lugar
| 21 de octubre de 2023 | Atlético Nacional                    | 3:2 (1:0) | Internacional                 | Estadio Pascual Guerrero, Cali |                          |
| 15:30                 | González 45+1', 60' · Restrepo 90+2' | Reporte   | Priscila 51' · Analuyza 90+5' | Árbitra: Anahí Fernández       | Árbitra: Anahí Fernández |

### Final
| 21 de octubre de 2023 | Palmeiras | 0:1 (0:1) | Corinthians | Estadio Pascual Guerrero, Cali |                         |
| 18:30                 |           | Reporte   | Millene 30' | Árbitra: Zulma Quiñonez        | Árbitra: Zulma Quiñonez |

|                                |
| Bandera de Brasil              |
| Campeón Corinthians 4.º título |

## Estadísticas

### Tabla general
A continuación, se muestra la tabla de posiciones segmentada acorde a las fases alcanzadas por los equipos: 
| Pos. | Equipo               | Pts. | PJ | PG | PE | PP | GF | GC | Dif. | Rend.  |
| ---- | -------------------- | ---- | -- | -- | -- | -- | -- | -- | ---- | ------ |
| 1    | Corinthians          | 16   | 6  | 5  | 1  | 0  | 18 | 1  | 17   | 88.88% |
| 2    | Palmeiras            | 15   | 6  | 5  | 0  | 1  | 24 | 5  | 19   | 83.33% |
| 3    | Atlético Nacional    | 12   | 6  | 4  | 0  | 2  | 15 | 12 | 3    | 66.66% |
| 4    | Internacional        | 13   | 6  | 4  | 1  | 1  | 19 | 8  | 11   | 72.22% |
| 5    | Universidad de Chile | 7    | 4  | 2  | 1  | 1  | 5  | 4  | 1    | 58.33% |
| 6    | Colo-Colo            | 6    | 4  | 2  | 0  | 2  | 11 | 7  | 4    | 50%    |
| 7    | América de Cali      | 4    | 4  | 1  | 1  | 2  | 7  | 9  | –2   | 33.33% |
| 8    | Olimpia              | 6    | 4  | 2  | 0  | 2  | 6  | 10 | –4   | 50%    |
| 9    | Santa Fe             | 4    | 3  | 1  | 1  | 1  | 6  | 3  | 3    | 44.44% |
| 10   | Boca Juniors         | 4    | 3  | 1  | 1  | 1  | 6  | 7  | –1   | 44.44% |
| 11   | Barcelona            | 3    | 3  | 1  | 0  | 2  | 5  | 10 | –5   | 33.33% |
| 12   | Libertad-Limpeño     | 3    | 3  | 1  | 0  | 2  | 3  | 10 | –7   | 33.33% |
| 13   | Universitario        | 0    | 3  | 0  | 0  | 3  | 1  | 8  | –7   | 0.0%   |
| 14   | Caracas              | 0    | 3  | 0  | 0  | 3  | 2  | 12 | −10  | 0.0%   |
| 15   | Always Ready         | 0    | 3  | 0  | 0  | 3  | 3  | 14 | −11  | 0.0%   |
| 16   | Nacional             | 0    | 3  | 0  | 0  | 3  | 1  | 12 | –11  | 0.0%   |

| # | Jugadora         | Equipo            | Goles |
| 1 | Priscila         | Internacional     | 8     |
| - | ---------------- | ----------------- | ----- |
| 2 | Bia Zaneratto    | Palmeiras         | 6     |
| 2 | Millene          | Corinthians       | 6     |
| 4 | Amanda Gutierres | Palmeiras         | 5     |
| 4 | Manuela González | Atlético Nacional | 5     |
| 6 | Diana Celis      | Santa Fe          | 4     |
| 6 | Laís Estevam     | Palmeiras         | 4     |
| 8 | Yastin Jiménez   | Colo-Colo         | 3     |
| 8 | Letícia Monteiro | Internacional     | 3     |
| 8 | Madelin Riera    | Barcelona         | 3     |
| 8 | Soll             | Internacional     | 3     |
| 8 | Catalina Usme    | América de Cali   | 3     |
| 8 | Victória         | Corinthians       | 3     |

| # | Jugadora           | Equipo               | Asistencias |
| - | ------------------ | -------------------- | ----------- |
| 1 | Bia Zaneratto      | Palmeiras            | 6           |
| 2 | Fernanda Hidalgo   | Colo-Colo            | 3           |
| 2 | Priscila Da Silva  | Internacional        | 3           |
| 2 | Wendy Bonilla      | América de Cali      | 3           |
| 2 | Daniela Zamora     | Universidad de Chile | 3           |
| 6 | Andresshina        | Palmeiras            | 2           |
| 6 | Kelly Ibargüen     | Santa Fe             | 2           |
| 6 | Yoreli Rincón      | Atlético Nacional    | 2           |
| 6 | Ysaura Viso        | Colo-Colo            | 2           |
| 6 | Clenilda Da Silva  | Always Ready         | 2           |
| 6 | Yasmim             | Corinthians          | 2           |
| 6 | Luana Bertolucci   | Corinthians          | 2           |
| 6 | Adailma Da Silva   | Palmeiras            | 2           |
| 6 | Yirleidis Quejada  | Atlético Nacional    | 2           |
| 6 | Natalia Peña       | Olimpia              | 2           |
| 6 | Duda Sampaio       | Corinthians          | 2           |
| 6 | Djenifer Becker    | Corinthians          | 2           |
| 6 | Michelle Olivares  | Colo-Colo            | 2           |
| 6 | Belén Aquino       | Internacional        | 2           |
| 6 | Gabrielle Portilho | Corinthians          | 2           |